# Huỳnh anh hoa vàng nghệ
Huỳnh anh hoa vàng nghệ hay Hoàng thiền (danh pháp hai phần: Allamanda schottii) là một loài thực vật có hoa trong họ La bố ma. Loài này được Pohl mô tả khoa học đầu tiên năm 1827.

## Phân loại
Loài này được miêu tả lần đầu bởi Johann Baptist Emanuel Pohl, ông đã ghi nhận chúng mọc trên hai bờ của sông Paraíba
 vào năm 1827. William Hooker miêu tả một loài cây mà ông kết luận có hoa màu vàng đậm hơn nhỏ hơn hoa của A. schottii trồng ở Exeter có tên là Allamanda neriifolia. Từ đó loài này được coi là danh pháp đồng nghĩa của A. schottii. Loài này đã được liệt kê trong Flora Brasiliensis bởi Carl Friedrich Philipp von Martius.

## Miêu tả
Không giống như nhiều loài trong chi, A. schottii là cây bụi chứ không phải cây leo, cao 1,5–3 m và rộng khoảng 2 m.

## Phân bố
Allamanda schottii được tìm thấy ở phía nam và phía đông nam của Brazil, trong các tỉnh Espírito Sant, M Inas Gerais, Rio de Janeiro, Sao Paulo, Parana và Santa Catarina. Trước đây coi loài đặc hữu của quốc gia này, loài này đã được ghi nhận từ vùng đông bắc Argentina vào năm 2013. Tại Brazil, nó mọc gần hoặc bên cạnh các khu vực có nước, thường ở các khu vực ẩm ướt, trong rừng mở hoặc đóng.
Allamanda schottii đã được du nhập vào Puerto Rico, quần đảo Galapagos và Costa Rica. Loài này được ghi nhận đã thoát từ khu vực canh tác tại Úc.

## Hình ảnh

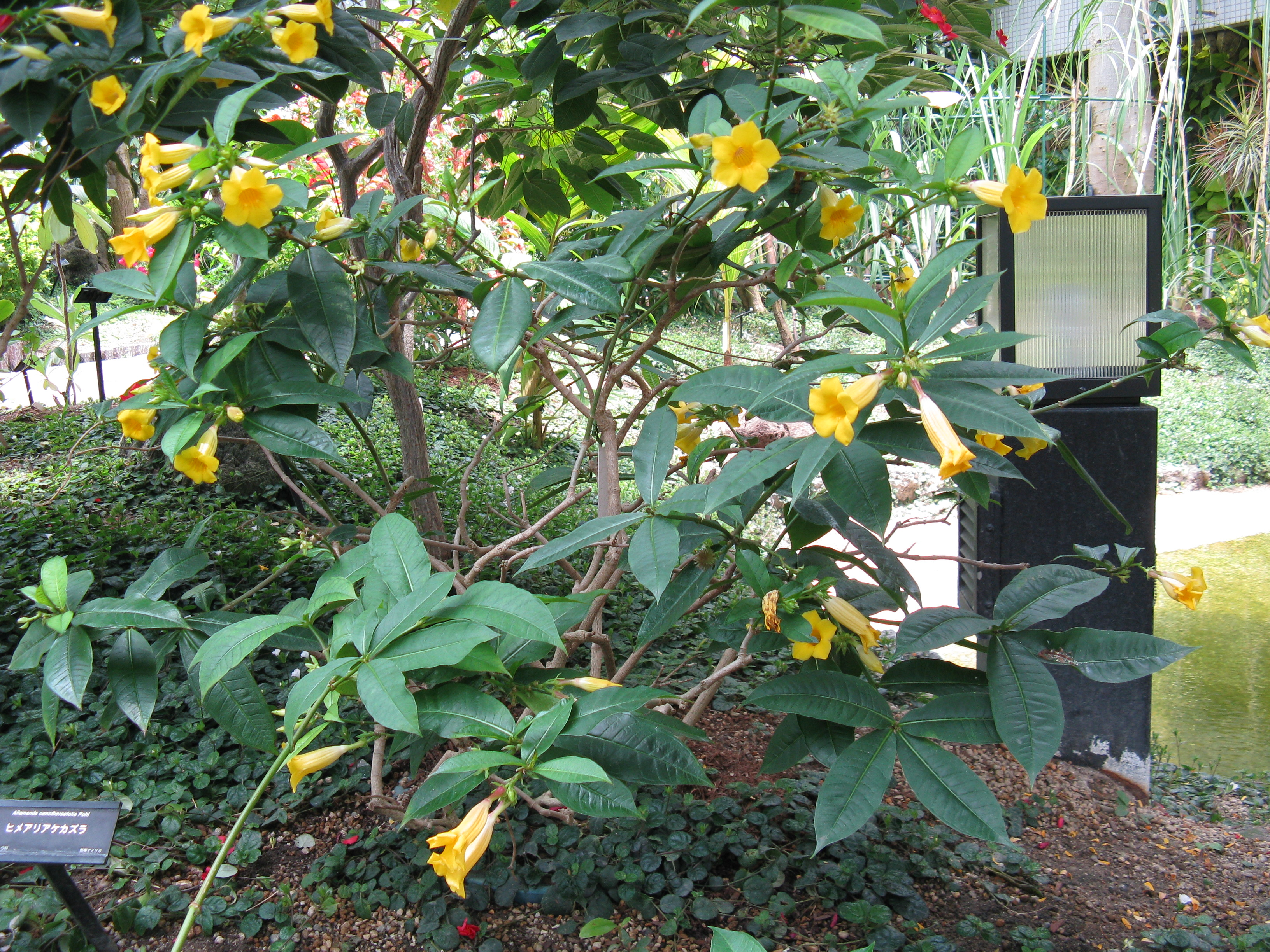
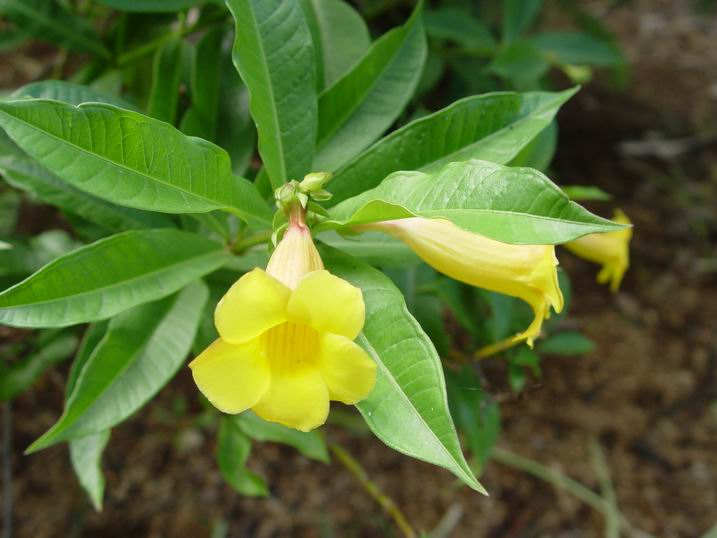
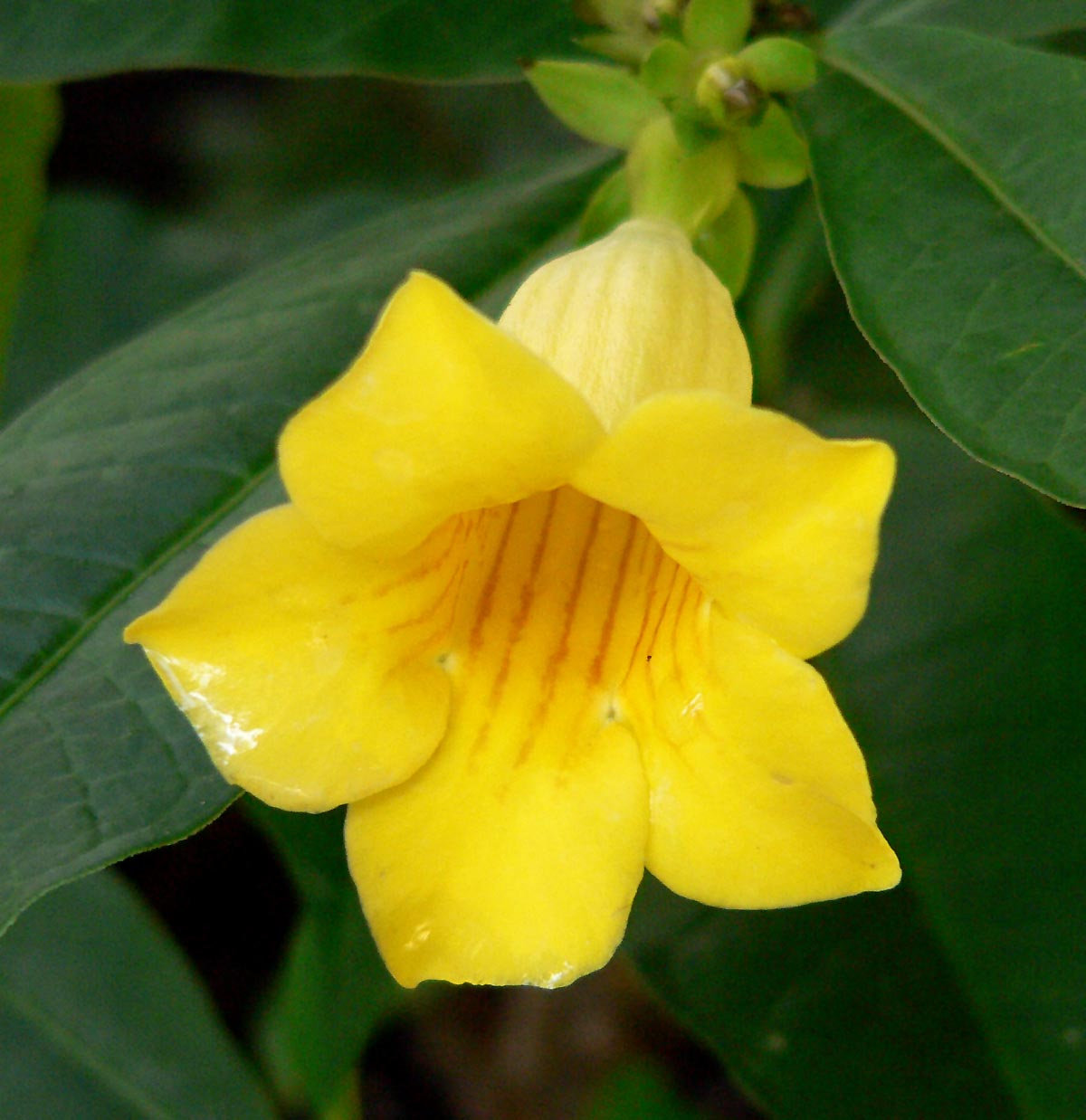